# Vittoria Caldoni

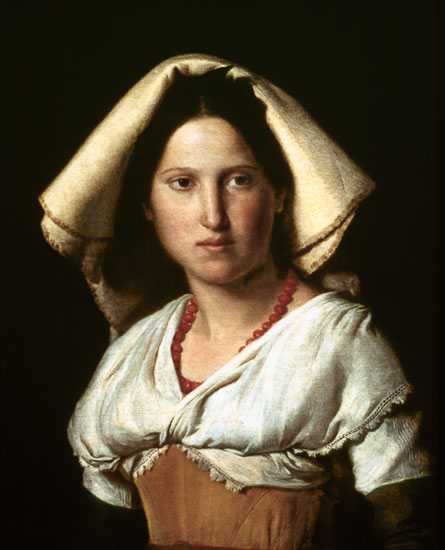
Vittoria Caldoni von Victor Orsel

Vittoria Candida Rosa Caldoni (* 6. März 1805 in Albano Laziale; † 1872?/1890?) war ein favorisiertes Modell der bildenden Künstler in Rom im dritten Jahrzehnt des 19. Jahrhunderts. Über 100 Darstellungen von ihr sind überliefert.

## Leben
Vittoria Caldoni wurde als Tochter von Antonio Caldoni († 1846) und seiner Frau Paola, geborene Fabretti, als sechstes von neun Kindern unter sehr bescheidenen Verhältnissen in eine Winzerfamilie geboren. Nur vier ihrer Geschwister erreichten das Erwachsenenalter. Im Alter von 15 Jahren wurde sie 1820 von August Kestner als Modell für die in Rom und Umgebung lebenden und arbeitenden nordeuropäischen Künstler entdeckt. Das war für die Familie so einträglich, dass sie eine größere Wohnung in Albano Laziale beziehen konnten, in der sie auch Räume an durchreisende Künstler vermietete. Darunter befand sich auch der angehende russisch-ukrainische Maler Grigorij Ignatewitsch Laptschenko, den Vittoria schließlich 1839 heiratete und mit ihm nach Russland auswanderte. Die beiden hatten mindestens einen Sohn, Sergej Grigorjewitsch Laptschenko. Da Grigorij Laptschenko schwer erkrankte, dabei auch erheblich an Sehfähigkeit einbüßte, konnte er nicht länger als Maler arbeiten. Er war in der Folge in einer Reihe untergeordneter Verwaltungstätigkeiten beschäftigt. Der russische Teil des Lebens der Vittoria Caldoni ist sehr viel dürftiger dokumentiert, als die wenigen Jahre, in denen sie ein bevorzugtes weibliches Modell vieler Maler in Rom war. So gibt es über ihr Sterbedatum und den Sterbeort keine verlässlichen Anhaltspunkte. Ihr Leben in Russland verlief unspektakulär und oft unter wirtschaftlich schwierigen Umständen.

## Vittoria Caldoni in der Kunst

### Künstlerische Bedeutung
Vittoria Caldoni saß den Malern und Bildhauern der römischen Künstlerkolonie seit dem Sommer 1820 für einige Jahre Modell. Sie galt für viele Jahre als die ideale Frauengestalt. Bevorzugt wurde sie in der örtlichen Tracht von Albano Laziale oder in Allegorien porträtiert, oft mit Attributen, die gewöhnlich in Darstellungen der Madonna beigegeben wurden. Zahlreiche Bilder, in denen sie dargestellt ist, sind erhalten. Da nicht alle bekannt sind, kann davon ausgegangen werden, dass auch heute noch weit über 100 erhalten sind. Zahlreiche weitere wurden zwischenzeitlich – insbesondere im Zweiten Weltkrieg – zerstört. Außerdem gibt es einige Porträtbüsten von ihr. Die Werke entstanden allerdings über einen Zeitraum von 40 Jahren. Ein Teil der Bilder wurde also nicht direkt vor der sitzenden Vittoria Caldoni gemalt. Als „Nachzügler“ gibt es sogar ein Porträt der Vittoria Caldoni von Pablo Picasso.

### Künstler

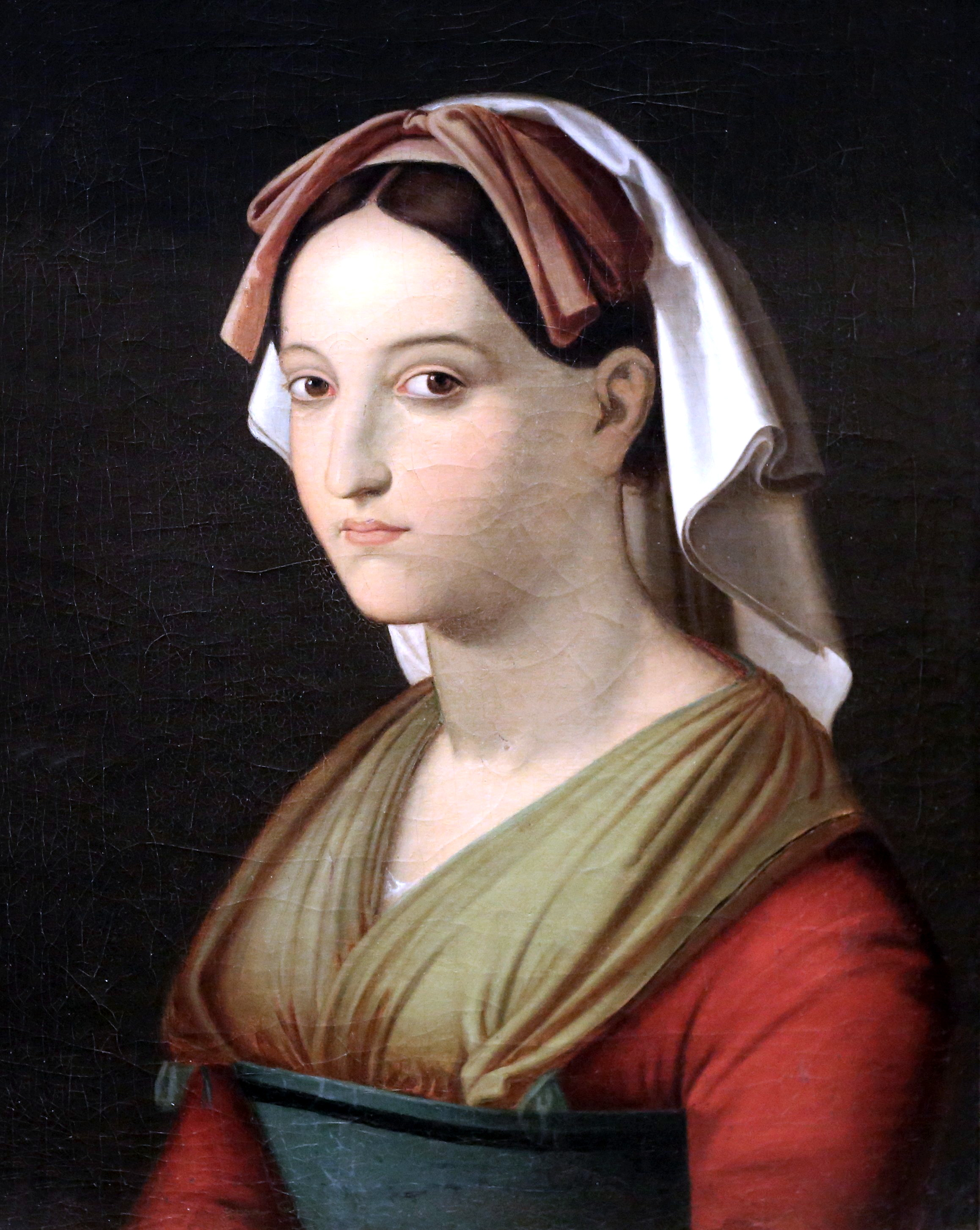
Theodor Rehbenitz: Portrait der Vittoria Caldoni, 1821, Kunsthalle Bremen

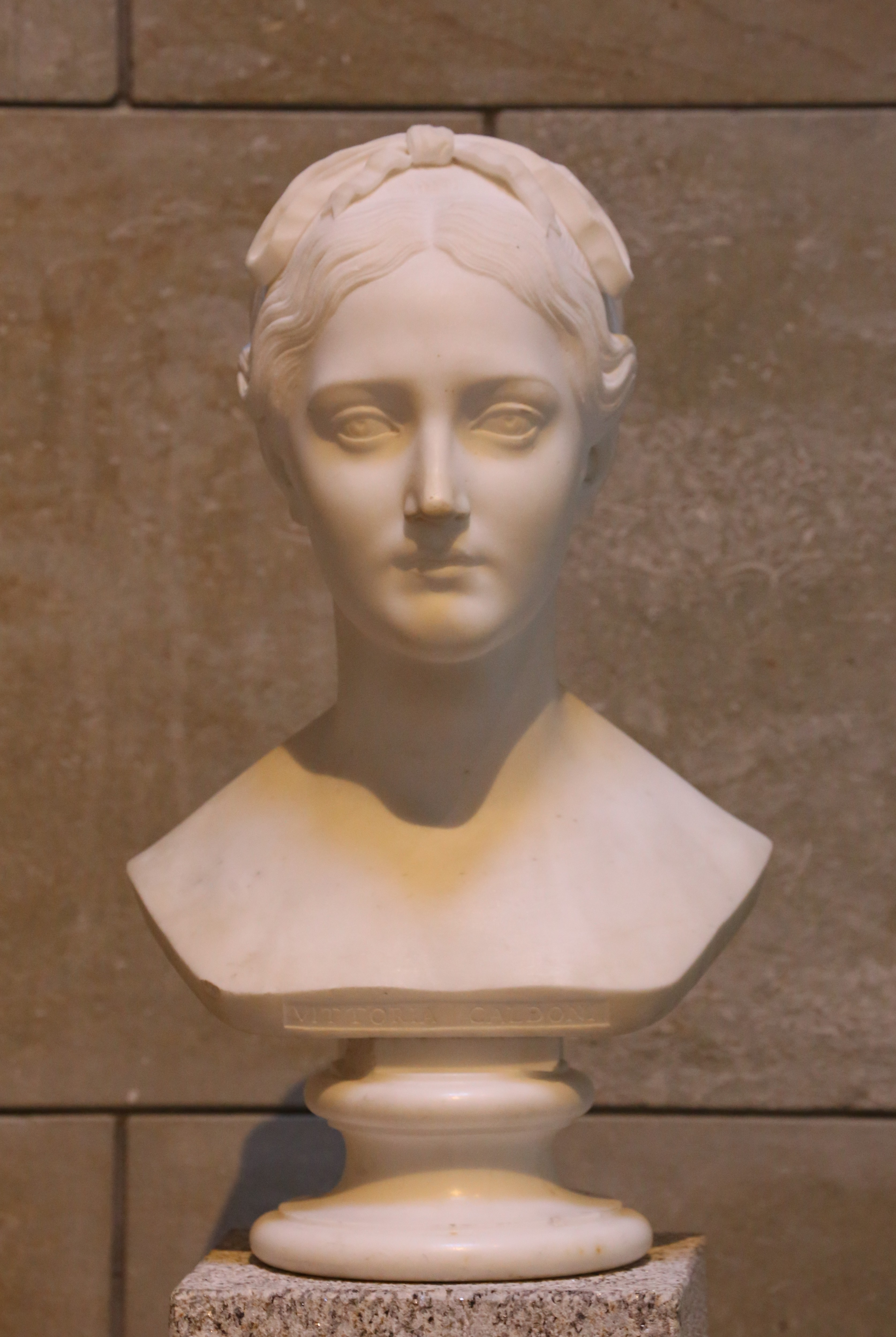
Rudolph Schadow: Portraitbüste der Vittoria Caldoni, 1821, München Neue Pinakothek

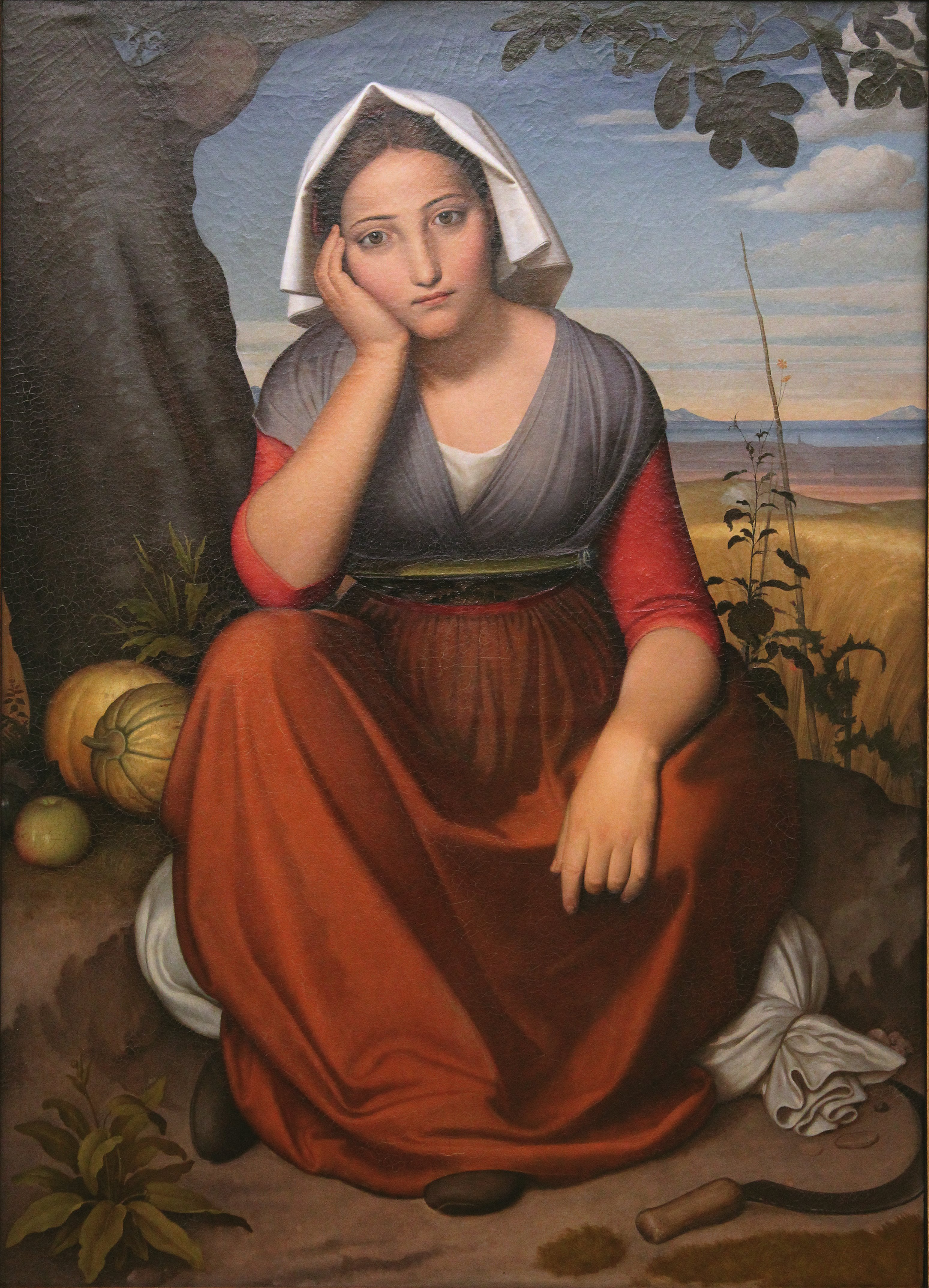
Friedrich Overbeck: Vittoria Caldoni, 1821, München Neue Pinakothek

Künstler, die Darstellungen von Vittoria Caldoni geschaffen haben (Auswahl):
- Ernst von Bandel
- Franz Ludwig Catel
- Marie Ellenrieder
- August Grahl
- Wilhelm Hensel
- Heinrich Maria von Hess
- Auguste Hüssener
- Alexander Andrejewitsch Iwanow
- Paul Emil Jacobs
- Christian August Kestner
- Eduard Magnus
- Theobald von Oer
- Carl Oesterley senior
- Moritz Daniel Oppenheim[2]
- Johann Friedrich Overbeck
- Friedrich Preller der Ältere
- Karl Josef Raabe
- Johann Anton Ramboux
- Markus Georg Theodor Rehbenitz
- Johann Friedrich Ludwig Heinrich August Riedel
- Rudolf Schadow (Büste)
- Johann Scheffer von Leonhardshoff
- Julius Schnorr von Carolsfeld
- Julius Schoppe
- Erwin Speckter
- Otto Magnus von Stackelberg
- Pietro Tenerani (Büste)
- Wilhelm Ternite
- Bertel Thorvaldsen (Büste)
- Horace Vernet
- Carl Christian Vogel von Vogelstein
- Karl Wilhelm Wach
- Friedrich Wasmann
- Franz Xaver Winterhalter
- Emil Wolff (Büste)